# 扭口蘚
扭口蘚（学名：Barbula unguiculata）为叢蘚科扭口蘚屬下的一个种。